# Farní sbor Slezské církve evangelické augsburského vyznání v Těrlicku
Farní sbor Slezské církve evangelické augsburského vyznání v Těrlicku je sborem Slezské církve evangelické augsburského vyznání v Těrlicku. Sbor spadá pod Těšínsko-havířovský seniorát.

## Dějiny sboru
Farní sbor byl založen roku 1950. Do roku 1957 se bohoslužby konaly v polské škole. Ta byla zatopena v souvislosti s výstavbou Těrlické přehrady. V roce 1957 byl zakoupen rodinný domek (současná farní budova), ve kterém se do roku 1967 konaly bohoslužby. Současná modlitebna byla posvěcena roku 1967; věž k ní byla dostavěna v roce 1997.
Sboru patří též hřbitovní kaple z roku 1862 v Horním Těrlicku.

## Pastoři (administrátoři) sboru
- administrace, 1950–1956
- Władysław Kiedroń, 1956–1969
- administrace, 1969–1980
- Kazimierz Suchanek, 1980–1999
- Tadeáš Staniek, 1999–2013
- administrace, 2013–2019
- Lukáš Sztefek, 2013–2019 diákon, následně pastor

## Kurátoři sboru
- Josef Kupka, 1950–? (pozdější kurátor SCEAV)

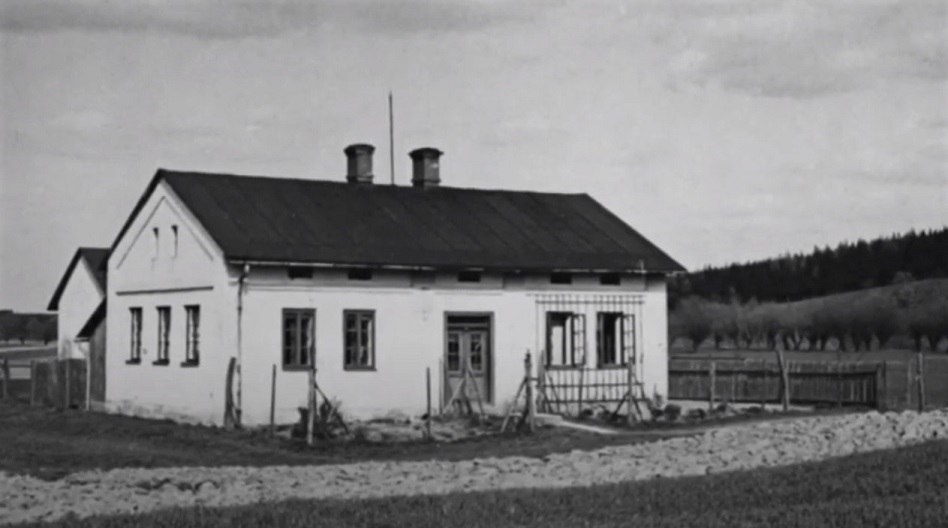
Budova bývalé evangelické školy v Těrlicku (zničené při výstavbě přehrady)

- Teodor Farný, ?-?
- Bruno Barabasz, ?-?
- Bronislav Barabasz, ?–2005
- Pavel Říčan, 2005–2015
- Miroslav Jaworski, 2015–2023
- Dušan Barabasz, od r. 2023

## Rodáci významní pro evangelickou církev
- Jakub Galač, písmák
- Karol Kotula, biskup
- Vladislav Volný, biskup
- Ewelina Krygiel, diakonka